# Тереза Петрівна Ольденбурзька
Тереза Петрівна Ольденбурзька (рос. Тереза Петровна Ольденбургская), при народженні Тереза Фредеріка Ольга Ольденбурзька, після одруження Тереза Петрівна Лейхтенберзька або Тереза Петрівна Романовська (рос. Тереза Петровна Лейхтенбергская, Тереза Петровна Романовская, 30 березня 1852 —  19 квітня 1883) — принцеса Ольденбурзька з роду Ольденбурзьких та членкиня російського імператорського дому Романових, дружина 6-го герцога Лейхтенберзького Георгія Максиміліановича.

## Біографія
Народилась 30 березня 1852 року у Санкт-Петербурзі. Була восьмою дитиною та четвертою донькою в сім'ї принца Петра Ольденбурзького та його дружини Терезії Нассау-Вайльбурзької. Мала старших братів: Миколу, Олександра, Георгія та Костянтина, й сестер: Олександру та Катерину. Ще одна сестра померла немовлям до її народження. Родина зберігала лютеранське віросповідання, тому кожен з дітей отримував по три імені. Втім, згідно традиції російських німців, кожен мав російський еквівалент імені та по-батькові.
Мешкало сімейство у палаці Ольденбурзьких на Палацовій набережній, 2. Літо проводили в палаці на Кам'яному острові. Батько доводився небожем правлячому великому герцогу Ольденбурга Августу I та імператору Росії Миколі I. Він мав чин генерала від інфантерії, але вже залишив військову службу й обіймав посаду голови Навчального комітету. Надалі багато років відав жіночою освітою в Росії. Матір займалася благодійністю, полюбляла заняття живописом і ліпкою та сама виховувала дітей.
Родиною була зібрана велика бібліотека. Всі діти відзначалися великою начитаністю та енциклопедичними знаннями. Надавалася увага і фізичному вихованню: Тереза та Катерина ходили займатися гімнастикою до Мармурового палацу Романових. Вів заняття швед Андрій Берглінд, на них також були присутніми великі княжни Романови, Ольга та Віра.

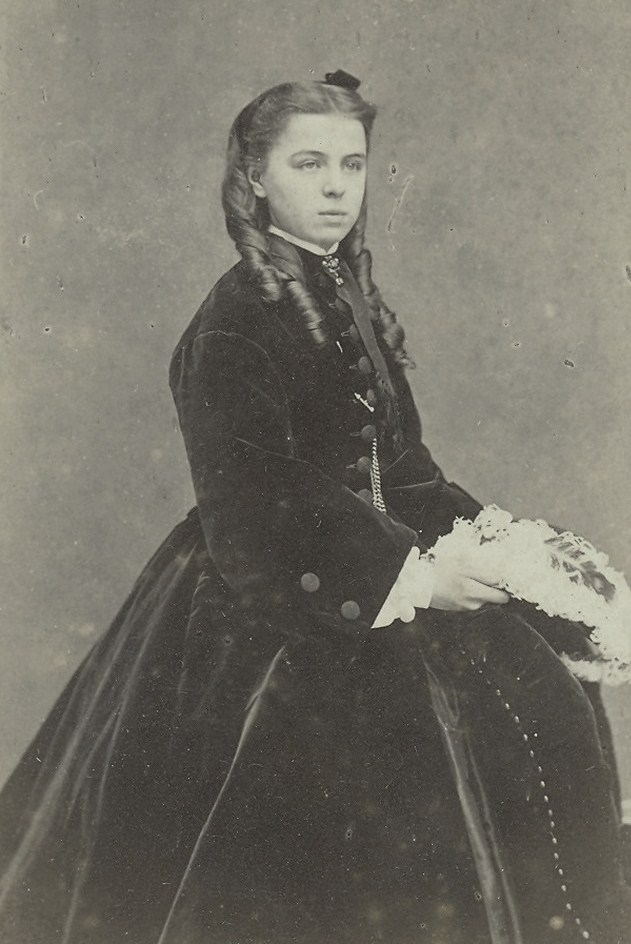
Світлина принцеси Терези, 1860-ті роки

Сімейство вело відкритий спосіб життя. Музичні вечори в їхньому палаці були відомі на всю столицю. Участь у них брали й музичні знаменитості, які навідували Петербург. Серед них були
піаніст Адольф фон Ґензельт, композитори Ференц Ліст та Роберт Шуман. Влаштовувалися також літературні зустрічі. Часто давалися бали, концерти, ставилися вистави. Постійними відвідувачами була не лише столична аристократія, а й студенти Олександрівського ліцею та Імператорського училища правознавства, а також вихованці притулків та вихованки дворянських інститутів. Після військових парадів на Марсовому полі в будинку часто бували військові товариші Петра Георгійовича.
У 1866 році пішла з життя старша сестра Терези, Катерина, якій матір заборонила шлюб зі спадкоємцем російського престолу Миколою Олександровичем. За мемуарами графа С. Д. Шереметьєва, сестри були близькими в останні роки життя Катерини. Він також писав, що старша, після заручин спадкоємця з Дагмар Глюксбург, всіляко намагалася заразитися скарлатиною від Терези, яка на неї в той час хворіла. 
У березні 1871 році під час епідемії холери помер її старший брат Георгій, який служив підпоручиком в гусарському полку лейбгвардії імператора. У грудні того ж року не стало матері. Петро Георгійович другого шлюбу не брав.
У 1872 році Тереза була заручена зі спадкоємним принцом Саксен-Веймар-Ейзенаху Карлом Августом, який доводився їй троюрідним братом. Однак, у серпні 1873 року той одружився з німецькою принцесою Пауліною.
У 1876 році разом із батьком відвідала Мадрид, де зустрічалася з юним королем Іспанії Альфонсом XII. Як і Петро Георгійович, принцеса займалася благодійністю. Від 1879 року була попечителькою Покровської жіночої гімназії в Петербурзі.
18 січня 1879 року відбулися її заручини з принцом Георгієм Лейхтенберзьким, онуком імператора Миколи I та віцекороля Італії Ежена де Богарне. Наречений доводився молодшим братом Євгенії Лейхтенберзькій, яка була дружиною старшого брата Терези. 9 квітня був підписаний шлюбний контракт, що передбачав для нареченої збереження релігії при обов'язковому супроводі чоловіка на православні служби. Секрету з майбутнього весілля не робилося, але офіційного анонсу, як було заведено в подібних випадках, не було, оскільки запланований союз суперечив правилам православної церкви, згідно з якими не дозволялися «парні шлюби» — рідних брата і сестри з іншими рідними братами і сестрами.
У віці 27 років Тереза побралася зі своїм однолітком, 6-м герцогом Лейхтенберзьким Георгієм Максиміліановичем, який носив також титул князя Романовського. Вінчання пройшло 12 травня 1879 року у Штутгарті.
Держсекретар Олександра III, Олександр Половцов, називав Терезу «останньою пристойною особою дому герцогів Лейхтенберзьких». Її чоловіка він змальовував як «дурня в повному сенсі слова і, до того ж, сповненого пихою, позбавленою будь-яких підстав, яка виходить більшим чином з переслідуючої його думки, що, як усім відомо, він — син Григорія Строганова». Сучасники вважали принца людиною гарної зовнішності, але дурним і жалюгідним. Глузування викликали його недостатня освіта та малограмотність, однак відмічали й те, що Георгій був добрішим від своїх братів, мав добрі прагнення та спонукання. На момент весілля він перебував у чині штабс-капітана російської армії. У серпні 1880 року став полковником.

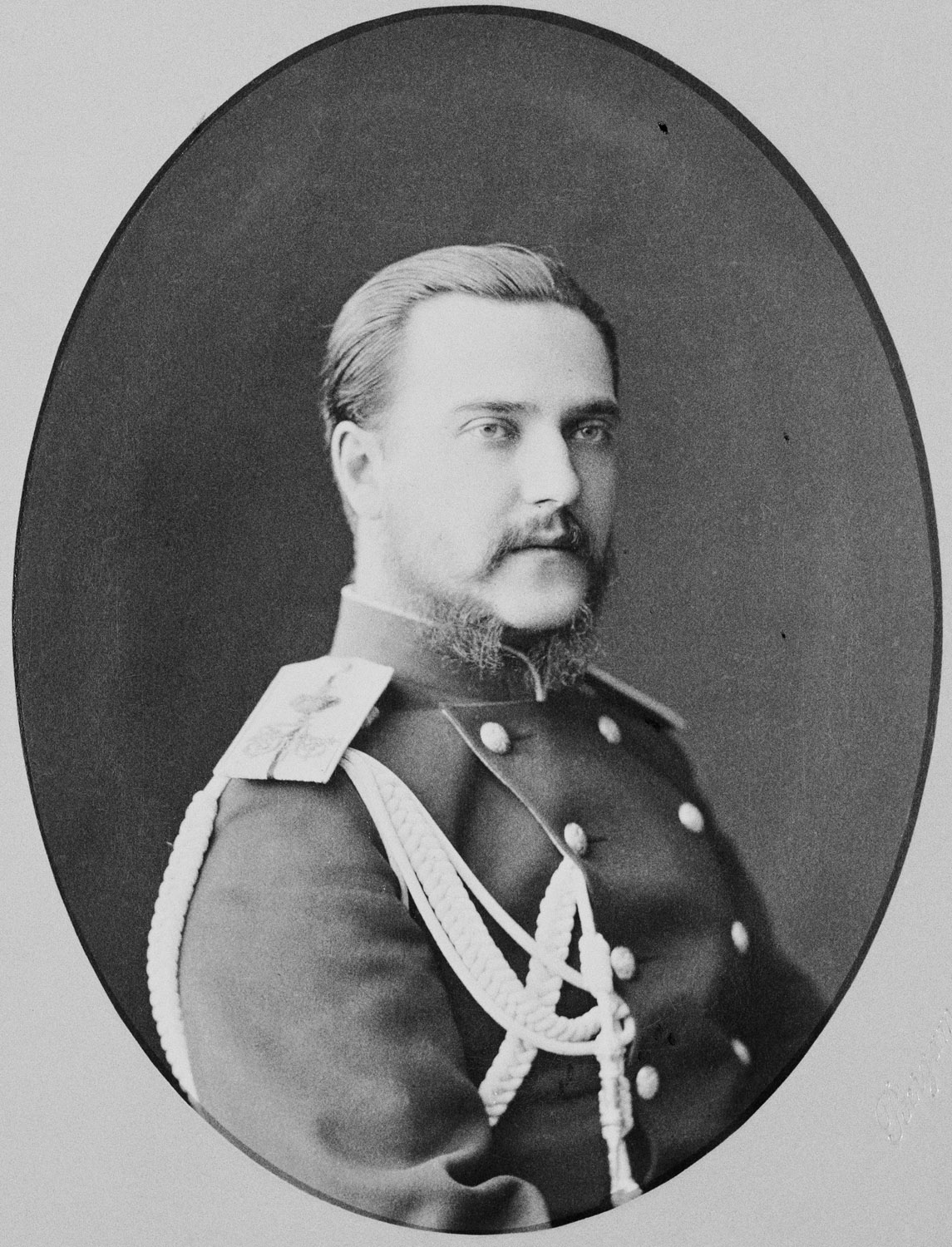
Світлина Георгія Лейхтенберзького, близько 1880 року

Резиденцією пари став Маріїнський палац у Петербурзі, розташований на Ісаківській площі біля Синього мосту через річку Мойку. Разом з ними там мешкав старший брат Георгія, Євгеній, з дружиною. Також чоловік був співвласником палацу Лейхтенберзьких в Петергофі, володів у Петербурзі будинком на Сергієвській вулиці та маєтком Іванівка у Тамбовському повіті. Втім, жило подружжя небагато.
Тереза була вагітною, коли у травні 1881 року від пневмонії помер її батько. Після смерті Петра Георгійовича вона, разом із братами та сестрою, отримувала половину доходів від його земельних володінь, переданих ним у 1862 році у володіння державного міністерства.
У липні 1881, разом із чоловіком, імператорським подружжям та іншими членами російської та німецької королівських родин, була присутньою на обіді, який давали британські вояки на борту панцерника «Геркулес» у Кронштадті. У листопаді вона народила свого єдиного сина:
- Олександр (1881—1942) — 7-й герцог Лейхтенберзький, полковник російської армії, учасник Першої світової війни, після 1917 року — в еміграції, був одружений із Надією Караллі, дітей не мав.

Померла у Петербурзі 19 квітня 1883 у віці 31 року від сухот. З великою урочистістю була похована в родинній усипальні Ольденбурзьких на цвинтарі Сергієвої пустині в Стрєльні. На церемонії прощання англійський посол Едвард Торнтон власноруч поклав на її труну вінок з живих квітів.
Георгій Лейхтенберзький, за бажанням Олександра III, у 1889 році уклав шлюб із принцесою Анастасією Чорногорською, яка народила ще двох дітей. Втім, він не приховував, що дружину не кохає, і намагався якомога більше часу проводити за кордоном. У 1906 році вони розлучилися.

## Нагороди
- Великий хрест ордену Святої Катерини (Російська імперія) (26 грудня 1882).

## Титули
- 30 березня 1852—12 травня 1879 — Її Імператорська Високість Принцеса Тереза Ольденбурзька;
- 12 травня 1879—19 квітня 1883 — Її Імператорська Високість Герцогиня Тереза Лейхтенберзька.